# Anan Wong
Anan Wong (tiếng Thái: อานันท์ ว่อง, phiên âm: A-nan Vông, sinh ngày 1 tháng 10 năm 1998) còn có biệt danh là Yin (tiếng Thái: หยิ่น), là một diễn viên và người mẫu Thái gốc Hoa. Anh được biết đến với vai chính đầu tiên "Vee" trong bộ phim "En Of Love: Love Mechanics" được phát sóng vào năm 2020.

## Cuộc đời và giáo dục
Anan mang dòng máu Thái–Hồng Kông, sinh ngày 1 tháng 10 năm 1998. Gia đình anh bao gồm bố là người Hồng Kông chính thống, mẹ anh là người Thái, anh trai lớn tên là Annop, và bà ngoại. Anh hoàn thành trung học tại trường Sarasas Witaed Bangbon. Anan hiện là sinh viên năm 4 tại Đại học Srinakharinwirot (SWU), bằng cử nhân kỹ thuật máy tính.

## Sự nghiệp
Trước khi bắt đầu sự nghiệp, Anan tham gia dự án Open House của Đại học Srinakharinwirot, cung cấp cho sinh viên tương lai những thông tin hữu ích về nhà trường và chuyên ngành học. Trong suốt sự kiện tổ chức tại trường, nhiều người đã chụp ảnh anh và chia sẻ trên nhiều nền tảng xã hội. Sau khi thấy ảnh của anh, anh đã được kí hợp đồng với công ty quản lý hiện tại là "Rookie Thailand", để làm người mẫu và đánh giá sản phẩm.
Anan xuất hiện trong chương trình "Jen Jud God Jig" của GMMTV và được phỏng vấn bởi Jennie Panhan and Godji Tatchakorn.
Anan ra mắt với sự nghiệp xuất trong vai nam chính mini sê ri Thái BL "En of Love". En of Love là dự án của Studio Wabi Sabi gồm ba câu chuyện được chuyển thể từ ba tiểu thuyết khác nhau. Vào tháng 3 năm 2019, anh được công bố vào vai "Vee", một sinh viên kỹ thuật năm ba và là vai chính trong câu chuyện thứ hai của En of Love, mang tên "Love Mechanics".
Chỉ với 3,5 tập, câu chuyện và cặp đôi này trong En of Love nhận được rất nhiều tình cảm từ người hâm mộ Thái Lan, cũng như quốc tế, đạt được hàng triệu lượt xem trên Line TV và YouTube. Tập cuối cùng của Love Mechanics đạt hơn 1 triệu lượt tweet, lên xu hướng tại nhiều quốc gia và số 1 toàn cầu.
Sau thành công của sê ri cùng với phản ứng hóa học của hai diễn viên chính đã cho ra đời cặp đôi gọi là "YinWar", với sự kết hợp tên của Anan (Yin) với bạn diễn Wanarat Ratsameerat (War). Mặc dù sê ri này chỉ có vài tập, nhưng cặp đôi này trở thành cặp đôi được nhắc đến nhiều nhất năm 2020, kiếm được nhiều quảng cáo đại diện, sự kiện và chương trình, lọt vào đề cử nhiều hạng mục và thể loại.
Do sự nổi tiếng của YinWar và En Of Love: Love Mechanics, vào tháng 10 năm 2020, trọn bộ sê ri gọi là "Love Mechanics The Series" công bố phát sóng vào năm 2021, bao gồm 16 tập.
Bên cạnh thông báo về trọn bộ sê ri, chương trình "WxY" của Anan cùng với bạn diễn Wanarat cũng được công bố. Nó được phát sóng vào tháng 12 năm 2020 và hiện được phát sóng hai lần một tháng trên kênh Rookie Thailand tại YouTube.
Anan và Wanarat đã hát đệm trong ca khúc "Ta Taek" của rapper người Thái Milli và Wonderframe. Ca khúc được phát hành vào tháng 12 năm trên nhiều nền tảng âm nhạc và video ca nhạc chính thức với sự góp mặt của 4 nghệ sĩ cũng được phát hành cùng ngày trên YouTube.
Vào ngày 10 tháng 3 năm 2021, Anan phát hành ca khúc đầu tay chính thức mang tiêu đề "On Mai Keng", song ca cùng với Wanarat. Vào ngày 18 tháng 3 năm 2021, sau một tuần kể từ ngày phát hành, video ca nhạc chính thức của hai anh đã được tải lên YouTube.

## Danh sách chương trình

### Phim truyền hình
| Năm  | Tiêu đề                          | Vai trò | Ghi chú   | Kênh              | Tham khảo |
| ---- | -------------------------------- | ------- | --------- | ----------------- | --------- |
| 2020 | En of Love: Tossara              | Vee     | Vai phụ   | LINE TV / YouTube | [ 13 ]    |
| 2020 | En of Love: Love Mechanics       | Vee     | Vai chính | LINE TV / YouTube | [ 14 ]    |
| 2020 | EN of Love: This is Love Story   | Vee     | Vai phụ   | LINE TV / YouTube | [ 15 ]    |
| 2021 | Once Lovers: The Best Story      | Dew     | Vai chính | YouTube           | [ 16 ]    |
| 2022 | Love Mechanics                   | Vee     | Vai chính | WeTV              | [ 17 ]    |
| 2024 | Jack and Joker: U steal my heart | Jack    | Vai chính | IQIYI             | [18]      |

### Phim điện ảnh
| Năm  | Tiêu đề                  | Vai trò   | Ghi chú            | Đạo diễn             | Tham khảo |
| ---- | ------------------------ | --------- | ------------------ | -------------------- | --------- |
| 2021 | Pha Phi Bok (chưa chiếu) | Jao Luang | Phim hài - kinh dị | Chookiat Sakveerakul | [ 18 ]    |

### Truyền hình thực tế
| Năm  | Tiêu đề                                  | Vai trò   | Ghi chú                                     | Kênh      | Tham khảo |
| ---- | ---------------------------------------- | --------- | ------------------------------------------- | --------- | --------- |
| 2018 | The Driver                               | Khách mời | Tập 117                                     | LINE TV   |           |
| 2019 | Jen Jud God Jig                          | Khách mời | Tập 12                                      | GMMTV     | [ 4 ]     |
| 2019 | Guess My Age                             | Khách mời | Tập 177-178                                 |           |           |
| 2020 | SosatSeoulsay                            | Khách mời | Tập 11-12, 14, 20, 26, 28-29, 42, 60-61, 66 |           |           |
| 2020 | WxY                                      | Vai chính | Dài 10 tập                                  | YouTube   | [ 19 ]    |
| 2021 | Preawpak 2021                            | Khách mời | Tập 26                                      | Channel 3 |           |
| 2021 | The Harvest Season: The Season to Travel | Khách mời | Tập 1-2                                     |           |           |
| 2021 | WxY Special                              | Vai chính | Dài 1 tập                                   |           |           |
| 2021 | Laneige Weekend with YinWar              | Chính anh | Dài 3 tập                                   | Youtube   | [ 20 ]    |

### Video âm nhạc
| Năm  | Ca khúc                             | Nghệ sĩ                                                       | Vai trò   | Ghi chú                                                 | Tham khảo |
| ---- | ----------------------------------- | ------------------------------------------------------------- | --------- | ------------------------------------------------------- | --------- |
| 2020 | "เศษผม" (Set Pom)                   | Anan Wong (Yin) Wanarat Ratsameerat (War), Jay Phitiwat       | Vee       | Video ca nhạc chính thức En of Love: Love Mechanics OST | [ 21 ]    |
| 2020 | "รู้" (Roo)                           | Anan Wong (Yin)                                               | Chính anh | Video ca nhạc đạo diễn bởi Wanarat Ratsameerat (War)    | [ 22 ]    |
| 2020 | "ตาแตก" (Ta Taek)                   | Anan Wong (Yin) Wanarat Ratsameerat (War), Milli, Wonderframe | Chú rể    | Video ca nhạc chính thức FreeFire Collaboration         | [ 11 ]    |
| 2021 | "ไม่ใช่ไม่รู้สึก" (Mai Chai Mai Roo Seuk) | Anan Wong (Yin) Wanarat Ratsameerat (War), Tom Isara          | Jay       | Video ca nhạc chính thức                                | [ 23 ]    |
| 2021 | "อ้อนไม่เก่ง" (On Mai Keng)            | Anan Wong (Yin) Wanarat Ratsameerat (War)                     | Chính anh | Video ca nhạc chính thức                                | [ 12 ]    |
| 2021 | "แล้วหลาว(ไอ้โบ้)" (Fool)              | Anan Wong (Yin) Wanarat Ratsameerat (War), Wonderframe        | Friend    | Video ca nhạc chính thức FreeFire Collaboration         | [ 24 ]    |
| 2021 | "รักปัดขวา" (Rak Pat Kwa)             | Anan Wong (Yin) Wanarat Ratsameerat (War)                     | Chính anh | Video ca nhạc chính thức JOOXSwipeRightxYinWar          | [ 25 ]    |

## Danh sách đĩa nhạc
| Năm  | Ca khúc                                                                | Hãng đĩa     | Tham khảo |
| ---- | ---------------------------------------------------------------------- | ------------ | --------- |
| 2020 | "รู้" (Roo) (cùng với Phongsakorn Lamprasert)                            | —            | [ 22 ]    |
| 2020 | "ตาแตก" (Ta Taek) (cùng với Wanarat Ratsameerat, Milli và Wonderframe) | YUPP!        | [ 11 ]    |
| 2021 | "อ้อนไม่เก่ง" (On Mai Keng) (cùng với Wanarat Ratsameerat)                | Rookie Music | [ 12 ]    |
| 2021 | "แล้วหลาว(ไอ้โบ้)" (Fool) (cùng với Wanarat Ratsameerat và Wonderframe)   | Wonderframe  | [ 24 ]    |
| 2021 | "รักปัดขวา" (Rak Pat Kwa) (cùng với Wanarat Ratsameerat)                 | JOOX         | [ 25 ]    |

## Giải thưởng và đề cử
| Năm  | Giải thưởng            | Thể loại                                              | Kết quả                                  | Đề cử                      |
| ---- | ---------------------- | ----------------------------------------------------- | ---------------------------------------- | -------------------------- |
| 2020 | Hello Asian Award 2020 | Dẫn đầu xu hướng trên Twitter                         | Đoạt giải                                | —                          |
| 2021 | Yniverese Awards 2020  | Sun of the Yniverse                                   | Đoạt giải                                | En of Love: Love Mechanics |
| 2021 | Yniverese Awards 2020  | Gemini of the Yniverse                                | Đoạt giải (cùng với Wanarat Ratsameerat) | En of Love: Love Mechanics |
| 2021 | T-POP Stage            | Tân binh của tuần (Tuần 7) Tân binh của tuần (Tuần 8) | Đoạt giải (cùng với Wanarat Ratsameerat) | อ้อนไม่เก่ง (On Mai Keng)     |
| 2021 | Kazz Awards 2021       | Male Teenage Of The Year                              | Đoạt giải                                | —                          |

## Buổi hòa nhạc
| Ngày                     | Sự kiện                                   | Thành phố   | Quốc gia | Địa điểm                       |
| ------------------------ | ----------------------------------------- | ----------- | -------- | ------------------------------ |
| Ngày 15 tháng 8 năm 2020 | EN of Love Live Fan Meeting ‘Eternally’   | Băng Cốc    | Thái Lan | KBank Siam Pic-Ganesha Theater |
| Ngày 19 tháng 8 năm 2022 | BE IN LOVE – YINWAR Fanmeeting In VietNam | Hồ Chí Minh | Việt Nam | White Palace Phạm Văn Đồng     |
| Ngày 16 tháng 4 năm 2023 | Fantastic – YWPB Fanmeeting In Vietnam    | Hồ Chí Minh | Việt Nam | White Palace Phạm Văn Đồng     |

## Đời sống cá nhân
Vào tháng 7 năm 2020, Anan cùng với bạn cùng công ty quản lý Ratchapat Worrasarn và Wanarat Ratsameerat, phát hành thương hiệu thời trang riêng mang tên "Sopyohey".
Tháng 2 năm 2022, Anan đã cho ra mắt thương hiệu thời trang của riêng mình mang tên "Anwyll".